# Manuel Pavón Castro
Manuel Pavón Castro (Santa Fe, Granada, 27 de febrero de 1984), conocido como Pavón, es un futbolista español. Juega como defensa en el CD Don Benito en Segunda Federación.

## Trayectoria
Se inició futbolísticamente en el equipo de su localidad natal, Santa Fe, para pasar posteriormente al fútbol base del Granada CF. Abandonó el club en edad juvenil para jugar en la División de Honor de la categoría con el CD Logroñés, luego con el Real Madrid y, finalmente, en el Club Deportivo Lugo. 
Durante el mercado de invierno de la temporada 2006/07 el club soriano lo cedió al Granada CF, en Segunda B, hasta final de temporada. Pavón, sin embargo, no tuvo suerte en su regreso al club granadino y dispuso de pocos minutos de juego.
La temporada 2007/08 regresó al CD Numancia para formar parte del primer equipo. Esa campaña fue uno de los habituales en las alineaciones del equipo que logró el campeonato de Segunda División y el consecuente ascenso a Primera.
El 26 de octubre de 2008 debutó en la máxima categoría, ante el Racing de Santander, en Los Pajaritos.

## Clubes
| Club                       | País   | Año         |
| -------------------------- | ------ | ----------- |
| CD Numancia B              | España | 2005-2006   |
| Granada CF                 | España | 2007        |
| CD Numancia                | España | 2007- 2012  |
| CD Lugo                    | España | 2012 - 2015 |
| SD Ponferradina            | España | 2015 - 2016 |
| Club de Fútbol Fuenlabrada | España | 2016 - 2017 |
| Marbella Fútbol Club       | España | 2017 - 2020 |
| Club Deportivo Don Benito  | España | 2020 -      |

## Palmarés

### Campeonatos nacionales
| Título           | Club                    | País   | Año       |
| ---------------- | ----------------------- | ------ | --------- |
| Segunda División | Club Deportivo Numancia | España | 2007-2008 |